# Eduard del Castillo Velasco
Eduard del Castillo Velasco, más conocido como Eduard Velasco, nacido en Barcelona el 22 de diciembre de 1982, es un filólogo, traductor y escritor catalán vinculado a las culturas catalana y gallega. 

## Trayectoria
Se licenció filología catalana y filología gallega en la Universidad de Barcelona, donde colaboró en el Proyecto Galauda, dirigido por Sabela Labraña.  Ha trabajado como profesor de catalán y gallego, además de en labores de traducción y corrección.
Fue colaborador de diversos medios gallegos, como los diarios Vieiros, A Peneira o Sermos Galiza. Es miembro de Espazos Radiofónicos Galegos en Catalunya (Ergac), siendo redactor del boletín A micro pechado, y mantiene el blog Catalunya a Galícia, a Galiza en Catalunya.
En 2011 empezó a trabajar en el ILG y publicó la traducción al gallego de la novela Pan negro de Emili Teixidor .  También es traductor al catalán de algunos cuentos de la coruñesa Begoña Paz.   En 2012 se encargó de la traducción al gallego de la primera novela modernista catalana, Els sots feréstecs, que apareció bajo el título As valgadas bravas.
En el curso 2013-2014 fue profesor de estudios catalanes en la Universidad de Lisboa. De junio de 2016 a 2018 dirigió, junto con la poeta Alicia Fernández Rodríguez, la librería especializada en poesía Chan da Pólvora, en Santiago de Compostela, como parte de un proyecto más amplio en el que también participa Antón Lopo.  En 2017 se instala en Cataluña, donde imparte docencia.
Empezó a escribir en gallego con dos títulos premiados, Ruído de trens y O filosofo coxo. En 2019 publicó su primera novela, Os días felices de Benvido Seixas, una novela que, según la sinopsis, "se enreda con los tópicos de la cultura gallega".

## Obra

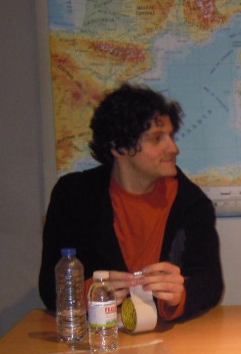
En una charla sobre el catalán en el Centro Social A Revira, en Pontevedra.

### Poesía
- Ruído de trens (2015). Culleredo : Espiral Mayor. [5] Umbral de Isaac Lourido. 49 páginas. ISBN 978-8492646906.
- O filósofo coxo (2017). Culleredo: Espiral Mayor. [6] 50 páginas. ISBN 978-84-945967-5-9.

### Narrativa
- Os días felices de Benvido Seixas (2019). Vigo: Xerais. [7] 184 páginas. ISBN 978-84-9121-508-0. Publicación electrónica: ISBN 978-84-9121-538-7.

### Infantil y juvenil
- Animalario de ler a diario (2022). Vigo: Xerais, Col. Merlín, de 7 años en adelante. Ilustracións de Nuria Díaz. 96 páginas. ISBN 978-84-1110-110-3. ePub: ISBN  978-84-1110-115-8. Libro de poemas infantiles.[8]

### Traducción

#### Del catalán al gallego
- Pan negro (título original: Pa negre), de Emili Teixidor. Fundación Vicente Risco, 2011.
- As valgadas bravas (título original: Els sots feréstecs), de Raimon Casellas. Editorial Hugin e Munin, 2012.[9]
- Poemas de Susanna Lliberós, Sebastià Perelló e Adrià Targa. En Veus paral·leles 12. De Fisterra al cap de Creus / Voces paralelas 12. De Fisterra ao Cap de Creus. Barcelona: Rema 12 y Institució de les Lletres Catalanes, 2014.
- Palabras de Opoton O Vello, de Avel·lí Artís-Gener. Xerais, 2020.

#### Del gallego al catalán
- "Cos de mudances" (título original: Corpo de mudanzas), de Begoña Paz. En Taller de traducció del gallec i del portuguès. Barcelona: Estudis Gallecs i Portuguesos - Universitat de Barcelona, 2011.
- "El pes del meu desig" (título original: O peso do meu desexo), de Begoña Paz. En Taller de traducció del gallec i del portuguès. Barcelona: Estudis Gallecs i Portuguesos — Universitat de Barcelona, 2011.
- El porc dempeus (título original: O Porco de Pé), de Vicente Risco. Fundación Vicente Risco, 2013.
- Tants anys de silenci (título original: Tantos anos de silencio), de Francisco Castro.  Capital Books, 2020.
- Conquerir una espurna. Conquistar unha faísca. Escolma poética, de Ricardo Carvalho Calero. Estudis Gallecs i Portuguesos, Universitat de Barcelona, Chan da Pólvora, 2020.
- Un senyor elegant (título original: Un señor elegante), de Suso de Toro. Més Llibres, 2021.
- No pensis en un elefant rosa (título original: Non penses nun elefante rosa), de Antía Yáñez. Contraluz, 2022.
- Enfeitar o ceo. Abillar el cel, de Florencio Delgado Gurriarán. Estudis Gallecs i Portuguesos, Universitat de Barcelona, Chan da Pólvora, 2022.
- La ferida imaginària (título original: A ferida imaxinaria), de Berta Dávila. Les Hores, 2024.

### Obras colectivas
- A garza insomne (2016). Vigo: Galaxia.

### Artigos
- “O indruvidismo: unha filosofía esquecida", Cincocentas peneiras para 25 anos. Ponteareas: Edicións Alén-Miño, 2010.[10]
- “Sobre a tradución ao galego de Pa negre”. Viceversa: revista gallega de traducción, 17-18 (2011-2012), p. 175-184.
- "Unha ollada á Galiza en liberdade", Luzes da Galiza, 47, 2011.

## Premios
- Primer premio en el III Certamen de Poesía Leiras Pulpeiro, convocado por el Ayuntamiento de Mondoñedo en colaboración con la Diputación Provincial de Lugo en 2014. [10]
- XXVII Premio de Poesía Pérez Parallé en 2014.
- Premio Xosé María Díaz Castro de poesía del Concejo de Guitiriz en 2017, por El filósofo cojo  .

- Premio Antón Losada Diéguez en 2020, por Los días felices de Benvido Seixas . [11]
- Finalista del Premio Merlín 2021 por Animalario de lectura diaria.